# Croix de cimetière de Bosc-Bénard-Crescy
La croix de cimetière de Bosc-Bénard-Crescy est un monument situé à Bosc-Bénard-Crescy, en France.

## Historique
La croix est datée du XVe et XVIe siècles.
La croix est inscrite comme monument historique depuis le 24 novembre 1961.